# Sala kommunblock
Sala kommunblock var ett tidigare kommunblock i Västmanlands län.

## Administrativ historik
Den 1 januari 1964 grupperades Sveriges 1006 dåvarande kommuner i 282 kommunblock som en förberedelse inför kommunreformen 1971. Sala kommunblock bildades då av Sala stad, Tärna och Möklinta landskommuner samt delar av Västerfärnebo landskommun (Västerfärnebo och Fläckebo församlingar). Kommunblocket hade vid bildandet 19 848 invånare.
1967 delades kommunblocken in i A-regioner och Sala kommunblock kom då att tillhöra Sala a-region.
1971 bildades "blockkommunen" Sala av kommunerna i området och 1974 upplöstes kommunblocket.